# Volo Georgian Airways 834
Il 4 aprile 2011, il volo Georgian Airways 834, operato da un Bombardier CRJ100 della Georgian Airways che operava un volo nazionale da Kisangani a Kinshasa, nella Repubblica Democratica del Congo (RDC), precipitò mentre tentava di atterrare all'aeroporto di Kinshasa. L'aereo, noleggiato dalle Nazioni Unite, stava cercando di atterrare durante un temporale. Delle 33 persone a bordo, solo una sopravvisse. L'incidente rimane il peggior disastro aereo delle Nazioni Unite. È anche il terzo peggior disastro aereo che ha coinvolto il CRJ100/200, dopo il volo Comair 5191 e il volo China Eastern Airlines 5210.
Il governo della RDC istituì una commissione d'inchiesta per indagare sull'incidente che concluse che l'aereo aveva incontrato un microburst pochi istanti dopo aver iniziato un go-around, causando una rapida perdita di quota. Nonostante il radar meteorologico avesse segnalato una forte attività meteorologica intorno all'aeroporto, l'equipaggio non aveva interrotto il volo verso Kinshasa. In seguito alla rapida perdita di quota, i piloti non riuscirono a recuperare il velivolo a causa dell'altitudine molto bassa.

## L'aereo
Il velivolo era un Bombardier CRJ100ER, registrato 4L-GAE con un numero di serie del costruttore di c/n 7070. L'aereo era stato consegnato nel 1995 alla compagnia aerea francese Brit Air come F-GRJA e venduto alla Georgian Airways nel settembre 2007. Il 13 maggio 2008, in base ad un contratto di leasing, l'aereo era stato noleggiato dalle Nazioni Unite per la missione MONUSCO nella RDC.

## L'incidente
Il volo 834 era un collegamento passeggeri domestico dal capoluogo della provincia di Orientale, Kisangani, alla capitale del Paese, Kinshasa con la compagnia di bandiera della Georgia, Georgian Airways, come operatore del volo. Veniva effettuato con un Bombardier CRJ100ER, noleggiato dalle Nazioni Unite per le loro missioni in Congo a seguito dello scoppio dei conflitti nell'area. Il volo era operato da Georgian Airways dal 2008. Essendo stato noleggiato dalle Nazioni Unite, il volo ha ricevuto aveva il nominativo "UNO".
I voli delle Nazioni Unite sono frequenti in Congo, più di centinaia alla settimana, in quanto rappresentano uno dei migliori mezzi di trasporto disponibili nel Paese; la rotta di volo è una delle più utilizzate nel Paese. I voli operati dalle Nazioni Unite sono spesso utilizzati per trasportare giornalisti e personale di varie organizzazioni non governative.
Il 4 aprile 2011, l'aereo era stato assegnato ad effettuare un volo da Kisangani a Kinshasa. A Kisangani salirono a bordo 29 passeggeri. A bordo c'erano 4 membri dell'equipaggio, composto dal comandante Alexei Hovhanesyan, dal primo ufficiale Suliko Tsutskiridze, da un assistente di volo e da un ingegnere di terra. L'aereo decollò da Kisangani alle 12:18 ora locale con arrivo previsto alle 13:55. Il briefing meteo per Kinshasa non indicava alcuno sviluppo significativo del maltempo per le successive 2 ore.
Alle 13:39, i piloti chiesero di scendere a 10 000 piedi (3 000 m). Dopo l'autorizzazione, si resero conto che intorno a Kinshasa si erano formate condizioni meteorologiche avverse. Il comandante disse che l'aereo avrebbe dovuto aggirare il sistema meteorologico per evitarlo. Il suo copilota, il primo ufficiale decise di osservare lo sviluppo delle condizioni meteorologiche.
Tsutkiridze rimase scioccato nel vedere le dimensioni della tempesta, addirittura si sentì dire che l'intera superficie del suolo era coperta di "magenta". La scoperta fece innervosire entrambi i piloti, poiché le condizioni meteorologiche avrebbero complicato il loro tentativo di atterraggio. Durante la conversazione sui possibili tentativi di evitare il maltempo, il personale di Kinshasa chiese all'equipaggio di riferire la propria posizione. Il controllore autorizzò quindi il volo 834 a condurre un avvicinamento diretto al localizzatore della pista 24 dell'aeroporto N'djili di Kinshasa.
Il comandante, ancora nervoso per le condizioni meteorologiche della zona, chiese al suo copilota di richiedere le ultime informazioni meteo a Kinshasa. In seguito alla richiesta, il controllore di Kinshasa dichiarò che l'aeroporto era colpito da un temporale con venti a 8 nodi (15 km/h). L'equipaggio discusse sulle possibili modalità di avvicinamento. Nel frattempo, la velocità dell'aereo continuò ad aumentare, raggiungendo quasi i 250 nodi (460 km/h). L'aereo scese a 3 500 piedi (1 100 m). Il primo ufficiale disse in seguito di aver visto la pista di decollo e atterraggio a ore uno.
Il pilota automatico venne disattivato e l'aereo virò verso la pista. L'equipaggio configuò il velivolo per l'atterraggio e i passeggeri e gli altri membri dell'equipaggio in cabina vennero invitati a prepararsi. A circa 2 miglia nautiche (3,7 km) dall'aeroporto, l'equipaggio riuscì ad allineare l'aereo alla pista. L'aereo, tuttavia, arrivò a una velocità superiore a quella normale, facendo suonare l'allarme di sovravelocità. Mentre l'equipaggio cercava di ridurla, una linea di burrasca proveniente da nord-est arrivò a Kinshasa. Una forte pioggia iniziò a colpire l'aereo, che continuò a scendere, superando la quota minima di discesa dell'aeroporto. Il primo ufficiale dichiarò di non riuscire più a vedere la pista e ha suggerito al comandante di effettuare una riattaccata, che egli accettò.
Il muso dell'aereo si alzò e l'altitudine iniziò a salire. Durante la salita, la pioggia si intensificò improvvisamente e l'aereo venne colpito da un microburst. L'avviso di wind shear suonò all'interno della cabina di pilotaggio e il muso cominciò a inclinarsi verso il basso con un angolo di 7 gradi nel giro di pochi secondi. Il comandante ordinò al primo ufficiale Tsutkiridze di ritrarre i flap, ma l'aereo continuò a perdere quota. Prima che l'equipaggio riuscisse a condurre qualsiasi azione di recupero, la quota era già troppo bassa.
L'aereo precipitò al suolo a sinistra della pista 24 dell'aeroporto di N'djili, poco prima delle 14:00 ora locale (13:00 UTC), a una velocità di 180 nodi (330 km/h) con il muso abbassato di 10 gradi. Il carrello si separò immediatamente e l'aereo sbandò sul terreno prima di ribaltarsi definitivamente. Un totale di nove persone vennero estratte vive dal relitto. Tuttavia, diversi sopravvissuti furono dichiarati morti all'arrivo e gli altri soccombettero alle loro ferite. L'unico sopravvissuto era Francis Mwamba, 32 anni, giornalista congolese, gravemente ferito con una frattura alla spina dorsale. A causa della gravità delle ferite, venne trasportato in Sudafrica per ulteriori cure.

## Le indagini

### Condizioni meteorologiche
Il METAR in vigore in quel momento mostrava rovesci e pioggia. Secondo un funzionario delle Nazioni Unite, l'aereo "era atterrato pesantemente, si era spezzato in due e aveva preso fuoco". Il sottosegretario generale per le operazioni di mantenimento della pace Alain Le Roy indicò che il maltempo era stato un elemento chiave nella causa dell'incidente.
Le immagini radar sulle condizioni meteorologiche a Kinshasa confermarono la presenza di condizioni inclementi nell'area al momento dell'incidente. La linea di burrasca raffigurata venne descritta come grave e in rapido movimento con una base delle nubi molto bassa. Muovendosi con una velocità di 40-50 km/h (22-27 kn) da nord-est a sud-ovest, il sistema era cresciuto di dimensioni quando aveva raggiunto Kinshasa. La natura in rapido movimento del sistema meteorologico era stata la causa del rapido deterioramento della visibilità a Kinshasa, dove in soli 10 minuti la visibilità era scesa da 26 000 piedi (7 900 m) a soli 1 600 piedi (490 m). Venne notato anche un significativo aumento della velocità del vento. Il radar mostrava un'ampia area di colore "magenta", che indicava una possibile forte attività temporalesca.
L'aeroporto N'djili di Kinshasa non era dotato di un radar meteorologico e quindi il controllore radar non aveva potuto prevedere o trasmettere all'equipaggio del volo 834 informazioni sul fenomeno meteorologico in rapida evoluzione. Nonostante ciò, l'ATC aveva avvertito l'equipaggio delle condizioni meteorologiche prevalenti nell'aeroporto con la scritta "Thunderstorm over the station" (temporale sulla stazione). Tuttavia, la trasmissione venne ignorata dall'equipaggio.
A causa delle dimensioni della tempesta, l'equipaggio dovette aggirarla. Di conseguenza, furono in grado di intercettare il localizzatore dell'aeroporto e di mantenere l'aeromobile all'interno della traiettoria corretta. Alla fine riuscirono a intercettare il localizzatore a una distanza di 2 miglia nautiche (3,7 km) dall'aeroporto. Il deterioramento della visibilità indusse l'equipaggio a eseguire una riattaccata, ma il microburst con raffiche verticali fino a 40-50 piedi al secondo (12-15 m/s) glielo impedì. I dati dell'FDR confermarono questa constatazione, poiché il dispositivo registrò fluttuazioni di G verticale e movimenti dello smorzatore d'imbardata.

### Decisione di atterrare
Il radar di bordo e le condizioni meteorologiche aggiornate dall'ATC avevano fornito all'equipaggio informazioni sufficienti sulle condizioni meteorologiche dell'aeroporto di destinazione. Rispetto alla procedura appropriata, la presenza di condizioni meteorologiche avverse nell'area intorno a Kinshasa avrebbe dovuto impedire all'equipaggio di tentare un atterraggio nell'aeroporto. L'equipaggio del volo 834, tuttavia, decise di continuare l'avvicinamento a Kinshasa. I piloti avevano avuto dei dubbi sulla rappresentazione del tempo sul radar, ma anche quando si erano resi conto che il tempo era effettivamente peggiorato in tutta Kinshasa, avevaeno continuato a sperare in un miglioramento. Ciò venne causato dalle immagini del radar, in cui si vedeva la massa d'aria allontanarsi dall'aeroporto.
L'equipaggio, ritenendo che l'aeroporto sarebbe stato successivamente sgombro da nubi, decise di continuare l'avvicinamento a. L'intenzione di atterrare si rafforzò quando il primo ufficiale Tsutkiridze ottenne il contatto visivo con la pista, che si trovava sul lato destro dell'aereo. Chiese quindi al comandante Hovhanesyan di virare a destra, ma esgli non seguì tale indicazione perché non aveva avvistato la pista. Il primo ufficiale cercò quindi di convincerlo indicando la direzione della pista e aggiungendo che "non c'era niente lì" (nessun fenomeno meteorologico significativo rispetto all'altra zona) e quindi era più sicuro per loro volare lì. Anche il comandante Hovhanesyan vide poi la pista e preparò l'aereo per l'atterraggio.
La decisione di atterrare a Kinshasa, nonostante le condizioni meteorologiche avverse e l'alta velocità, venne definita inappropriata. Secondo l'inchiesta, l'equipaggio potrebbe aver affrontato un "sovraccarico di situazioni", che alla fine aveva diminuito la loro capacità di prendere decisioni corrette.

### Decisioni procedurali
Oltre alla decisione inappropriata presa dall'equipaggio, gli investigatori notarono anche molteplici deviazioni procedurali durante l'intero volo. Tra queste deviazioni c'erano l'inizio della discesa dell'equipaggio al di sotto del rispettivo livello di volo di 10 000 piedi (3 000 m) a una velocità superiore al normale, la configurazione dell'aeromobile per un tentativo di atterraggio a un'altitudine inferiore alla quota minima di discesa, il mancato richiamo della lista di controllo per l'atterraggio, la mancata segnalazione di short on final come richiesto dall'ATC, il proseguimento dell'avvicinamento al di sotto della quota minima di discesa in condizioni meteorologiche avverse, la mancata osservanza della procedura di weather avoidance e numerose altre deviazioni procedurali.
L'equipaggio aveva volato nella RDC per un lungo periodo di tempo senza alcun tipo di supervisione da parte della Georgian Airways, della MONUSCO, dell'amministrazione dell'aviazione civile georgiana e della RDC sulla loro condotta di volo. A causa di questa mancanza di supervisione, l'equipaggio credeva che le sue deviazioni dal manuale di volo non sarebbero state scoperte dai suoi supervisori. Sebbene Georgian Airways avesse adottato un programma di assicurazione della qualità delle operazioni di volo (FOQA), la compagnia aerea non aveva seguito tale politica per la flotta di CRJ100. Questa mancanza di supervisione da parte del management aveva permesso all'equipaggio di deviare dalle procedure approvate.

### La riattaccata
Quando l'equipaggio decise di effettuare una riattaccata, la spinta non venne aumentata al livello previsto. L'assetto del muso non era in una posizione verso l'alto sufficiente per un recupero, poiché era stato messo solo a 8 gradi e il carrello d'atterraggio dell'aereo non era stato retratto. A causa della bassa altitudine del velivolo, secondo gli investigatori l'equipaggio avrebbe avuto bisogno di un'impostazione molto più elevata della leva di spinta (in posizione completamente avanzata) e il carrello di atterraggio avrebbe dovuto essere retratto per una migliore aerodinamica. Il passo del muso avrebbe dovuto essere aumentato di 10 gradi. In questo modo, l'equipaggio avrebbe avuto maggiori possibilità di riprendersi dal microburst, anche se ridotte.
L'analisi delle registrazioni sollevò dubbi sulla possibilità che i piloti non avessero premuto il pulsante per il go-around (TOGA) durante la fase di go-around. Ciò era dovuto all'insufficiente assetto di beccheggio dell'aereo, che era stato messo ad un angolo di 8 gradi invece che di 10 gradi. L'indagine rivelò che il comandante Hovhanesyan, che era il pilota in volo, si era sottoposto solo una volta a un addestramento al simulatore per il suo passaggio al CRJ100, ritenuto inadeguato. Era stato recentemente promosso capitano per il CRJ100 nel dicembre 2010. Prima del passaggio al CRJ100, aveva volato per diversi anni come primo ufficiale su un Boeing 737. La posizione del pulsante TOGA del Boeing 737 era molto diversa da quella del CRJ100. Sul Boeing 737, il pulsante si trova in avanti, adiacente alla leva di spinta. Per attivare il pulsante TOGA, l'equipaggio deve premere il pulsante con il dito indice. Sul CRJ100, il pulsante si trova a lato della leva dell'acceleratore e quindi l'equipaggio deve spingerlo con il pollice lateralmente alla leva. Per mancanza di addestramento, è possibile che il comandante non avesse premuto il pulsante TOGA con il pollice a causa dell'abitudine con il tipo di aereo precedente.
Premendo il pulsante TOGA, una barra di comando per l'indicazione del riferimento a 10 gradi sarebbe apparsa sul flight director dell'aeromobile e i piloti avrebbero potuto notarla. A causa della mancata attivazione del pulsante TOGA, il riferimento di 10 gradi non apparve e quindi l'assetto di beccheggio non venne sufficientemente portato a 10 gradi. Sul CRJ100, la barra di comando sarebbe apparsa anche durante l'attivazione dell'avviso di windshear. Tuttavia, a causa della bassa altitudine e della forte forza del microburst, all'equipaggio era rimasto appena il tempo di eseguirlo.

### Final report
Un'indagine dell'Ufficio permanente per le indagini sugli incidenti aerei del Ministero dei Trasporti e dei canali di comunicazione della RDC ha elencato la probabile causa dell'incidente come segue: la causa più probabile dell'incidente è stato l'incontro del volo 834 con un grave fenomeno meteorologico simile a un microburst a un'altitudine molto bassa durante il processo di riattaccata. La forte raffica verticale ha causato un significativo e improvviso cambio di passo dell'aeromobile che ha comportato una notevole perdita di quota. Essendo a una quota molto bassa, non è stato possibile recuperare da tale disturbo.
Il team investigativo formulò un totale di 13 raccomandazioni. Tra quelle, il Ministero dei Trasporti congolese era stato invitato a fornire attrezzature adeguate per i servizi meteorologici nella RDC per fornire servizi migliori. All'Amministrazione dell'aviazione civile della RDC venne ordinato di attuare immediatamente una sorveglianza efficace su tutti gli aerei di linea del Paese e alla Georgian Airways venne chiesto di rivedere il proprio programma di formazione.